# Courseulles-sur-Mer
Courseulles-sur-Mer is een gemeente in het Franse departement Calvados (regio Normandië). De plaats maakt deel uit van het arrondissement Caen. Courseulles-sur-Mer telde op 1 januari 2022 4.202 inwoners. In de gemeente ligt het gesloten spoorwegstation Courseulles. De plaats ligt op de scheidslijn van de D-Day stranden Juno en Gold.

## Geografie
De oppervlakte van Courseulles-sur-Mer bedroeg op 1 januari 2022 7,92 vierkante kilometer; de bevolkingsdichtheid was toen 530,6 inwoners per km².
De onderstaande kaart toont de ligging van Courseulles-sur-Mer met de belangrijkste infrastructuur en aangrenzende gemeenten.

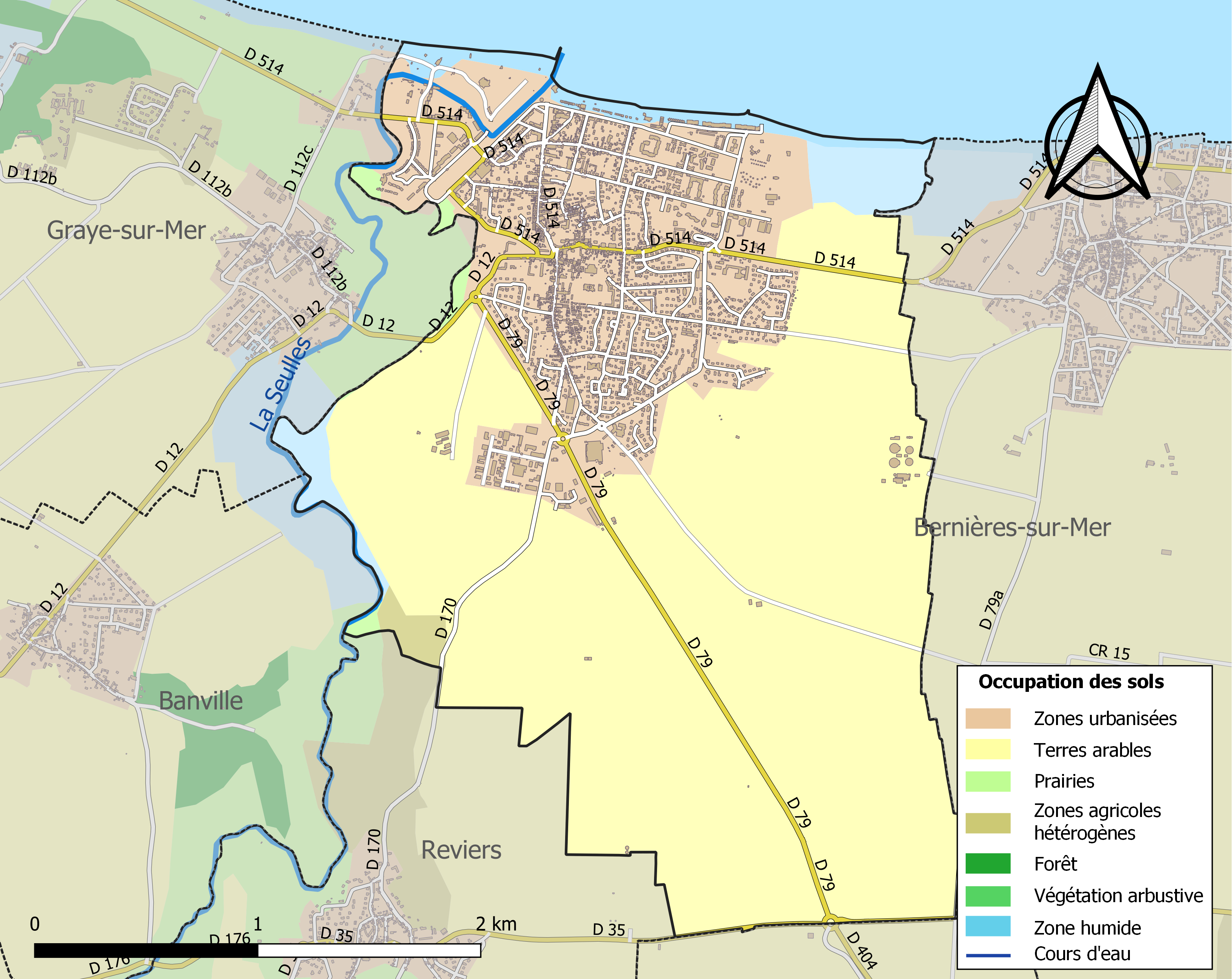

## Demografie
Onderstaande figuur toont het verloop van het inwonertal (bron: INSEE-tellingen).
Vanwege een beveiligingsprobleem met de MediaWiki Graph-software is het momenteel niet mogelijk deze grafiek weer te geven. Zodra de software is bijgewerkt zal de grafiek vanzelf weer zichtbaar worden.

## Geboren in Courseulles-sur-Mer
- René-Emmanuel Baton, beter bekend onder Rhené-Baton, (5 september 1879), Frans componist en dirigent